# Överskärning
Överskärning (överklippning) var en metod att manuellt klippa av den utstående luggen på kläde inför pressningen, för att erhålla ett tunnare och glansigt tyg. Först utsattes tyget för en lätt uppruggning. Man använde stora bredbladiga saxar, till exempel ullsaxar.
Att vara överskärare var ett yrke främst under 1400- och 1500-talen som hade eget skrå. Det finns till och med en gata uppkallad efter yrkesgruppen, i Gamla stan i Stockholm (Överskärargränd). Överskärning förekommer än i dag, men då maskinellt. Till exempel frotté vars öglor klipps av resulterar i en plyschliknande kvalitet.

## Fotnoter
1. ↑  “I Medeltidens handlingar talas ofta om öfwerskärare; och Konungen hade, år 1560, egna wantmakare på stat, hwilka förarbetade den ull, som föll wid Kungsladugårdarne; men i synnerhet tillwerkades derstädes mycket wadmal, till kläder för legofolk och den lägsta hofbetjeningen. Magistraten förordnade, den 22 Aug. 1601, huru förhållas skulle, att sämskmakare ej skulle smitta och färga skinn eller öfwerskära kläde, till öfwerskärare-ämbetets förfång, hwilket hade att derom bestyra.” (Ur Stockholms stads historia från stadens anläggning till närwarande tid, utgiven av Nils Lundequist på Zacharias Hæggströms förlag)